# Stephanothrips whitcombi
Stephanothrips whitcombi är en insektsart som beskrevs av Watson 1942. Stephanothrips whitcombi ingår i släktet Stephanothrips och familjen rörtripsar. Inga underarter finns listade i Catalogue of Life.